# خلیج کانیوهی
خلیج کانیوهی (انگلیسی: Kāneʻohe Bay) در ۴۵ کیلومتر مربع، بزرگترین آب محافظت شده در  جزایر هاوایی است.